# 忌避
忌避（きひ）とは、除斥事由には該当しないが、手続の公正さを失わせるおそれのある者を、申立てに基づいてその手続に関する職務執行から排除することを指す。
典型的な例は裁判における裁判官の忌避であるが、裁判官以外にも、裁判所書記官、鑑定人、通訳人、仲裁人、審判官などについても忌避の規定がある。なお、手続の適正を図るために、一定の者を職務執行から排除する類似の制度として、除斥や回避がある。

## 裁判官の忌避

### 刑事訴訟における忌避
- 刑事訴訟法第21条1項は、裁判官が職務の執行から除斥されるべきとき、又は不公平な裁判をする虞があるときは、検察官又は被告人が、忌避することができる旨規定する。
- 刑事訴訟法第21条2項は、弁護人が、被告人のため忌避の申立をすることができる旨規定する。
- 刑事訴訟法第24条は、訴訟を遅延させる目的のみでなされたことが明らかな忌避の申立ては、当該裁判官自身が当該申立を却下しうるとして簡易却下手続を定めている。

#### 判例
- 最高裁判所は1973年、刑事事件における裁判官忌避申立却下決定に対する即時抗告の決定に対する特別抗告事件の決定において、次のような意見を明らかにした[1]。この判例は、原事件が民事裁判である場合にも却下決定の根拠として引用される場合がある[2]。

元来、裁判官の忌避の制度は、裁判官がその担当する事件の当事者と特別な関係にあるとか、訴訟手続外においてすでに事件につき一定の判断を形成しているとかの、当該事件の手続外の要因により、当該裁判官によつては、その事件について公平で客観性のある審判を期待することができない場合に、当該裁判官をその事件の審判から排除し、裁判の公正および信頼を確保することを目的とするものであつて、その手続内における審理の方法、態度などは、それだけでは直ちに忌避の理由となしえないものであり、これらに対しては異議、上訴などの不服申立方法によつて救済を求めるべきであるといわなければならない。したがつて、訴訟手続内における審理の方法、態度に対する不服を理由とする忌避申立は、しよせん受け容れられる可能性は全くないものであつて、それによつてもたらされる結果は、訴訟の遅延と裁判の権威の失墜以外にはありえず、これらのことは法曹一般に周知のことがらである。—最高裁判所第一小法廷　裁判長裁判官 下田武三、裁判官 藤林益三、岸盛一、岸上康夫

#### 申立例
- 入江俊郎裁判官に対する忌避（1967年）[3]

### 民事訴訟における忌避
- 民事訴訟法第24条1項は、裁判官について裁判の公正を妨げるべき事情があるとき、当事者が、その裁判官を忌避することができる旨規定する。
- 民事訴訟法第26条は、忌避の申立てがあったときは、その申立てについての決定が確定するまで訴訟手続を停止しなければならないと規定する。
- 忌避の申立ては手数料を要する申立てであるので、民事訴訟規則3条のファクシミリでの提出を行うことは許されていない（裁判所に書面が受け取られたとしても、効果を発揮しない）。
- 忌避の申立ては裁判所に対して行うものであって相手方が存在しないので、通常の訴訟書類と同様に正本副本の両方を提出する必要は無く、1枚の申立書のみを裁判所に提出すればよい（裁判所の提出先については、担当民事部でも良いし、裁判所の民事事件受付窓口などでも良い。ただし、口頭弁論期日開始前に忌避申立ての効果が発揮されることを意図する場合は（例：口頭弁論期日と連絡されていたのに法廷前掲示板に判決言渡しと記載がある場合など）、それが内線電話などによって担当民事部に伝えられる時間を必要とするため、ある程度の時間的余裕があることが望ましい。）。
- 忌避の申立てが受理されるとすぐに訴訟手続の停止が行われるが、これはただちに効果を発揮する。期日直前に裁判官による不当な行為が明らかになったなどの事情があった場合は、収入印紙及び郵券を後で収めるとして、申立書書面1枚のみ（忌避の原因の疎明は後で理由書により提出するとしてよい（期間は民事訴訟規則10条3項より3日以内））を裁判所に提出することにより、忌避の申立てを行うことができる。また、期日の法廷等においては口頭で忌避の申立てを行うこともできる（民事訴訟規則10条2項）。
- 忌避の申立てを却下・棄却した決定に対しては即時抗告を提起することができる。期限は決定書受領日の翌日から1週間となっている。

## 裁判官以外の忌避
- 裁判所書記官 - 裁判官の規定を準用（刑事訴訟法26条1項、民事訴訟法27条）- ただし訴訟は停止しない。
- 鑑定人
- 通訳人
- 仲裁人
- 審判官
- 陪審員 - 陪審制の裁判においては、偏った判断を行うおそれのある陪審員候補者に対する忌避 (challenge) の制度がある。詳細は陪審員の選任参照。
- 日本弁護士連合会・弁護士会の綱紀委員会委員、懲戒委員会委員（ただし申立権者は調査対象の弁護士のみ）

### 感情
- 禁忌
- タブー
- 嫌悪
- 憧れ（対義語）

### 法律
- 除斥
- 回避
- 裁判員制度 - 忌避と類似した不選任請求の制度がある。

### 外交
- ペルソナ・ノン・グラータ